# Клавдия Антония
Клавдия Антония (лат. Claudia Antonia), в древнеримских источниках часто — Антония, дочь Клавдия Цезаря (лат.  Antonia Claudii Caesaris Filia), иногда — Антония (ок. 30 — 66) — дочь императора Клавдия от его второй жены, Элии Петины.

## Происхождение
Родилась во время правления Тиберия у его племянника, Клавдия. Была названа им в честь его матери, Антонии Младшей. У неё же и воспитывалась до 37 года, когда та умерла. После 37 года находилась в доме Клавдия.

## Жизнеописание
Замужем была дважды. В 43 году вышла замуж за потомка Помпея Великого по женской линии — Гнея Помпея Магна. Его родителями были Марк Лициний Красс Фруги, и Скрибония, дочь консула 16 года Скрибония Либона. Ок. 46 года Помпей был убит. Согласно Светонию, это произошло, когда он находился в постели со своим любовником. Дион Кассий утверждает, что убийство произошло по приказу Мессалины, которая видела в Помпее конкурента на наследование императорской власти своему сыну Британнику. Также Мессалина спланировала второй брак Антонии — со своим братом (сыном Домиции Младшей от второго мужа) — Фавстом Корнелием Суллой Феликсом.
Антония и Сулла поженились в 47 году. Вскоре у них родился ребёнок, однако он умер, не дожив и до двухлетнего возраста. По приказу Нерона в 58 году Сулла был отправлен в ссылку, а в 62 году был убит.
Тацит пишет, что в 65 году Гай Кальпурний Пизон собирался жениться на Антонии, чтобы породниться с Юлиями-Клавдиями. Этот план был частью его заговора против Нерона. Однако заговор был раскрыт, Кальпурний Пизон покончил с собой, а брак не состоялся.
В 66 году, после смерти Поппеи Сабины годом ранее, Нерон хотел взять Антонию в жёны. Однако она ответила отказом, чем подписала себе смертный приговор. Она была обвинена в заговоре и казнена.